# Ceradocopsis peke
Ceradocopsis peke är en kräftdjursart som beskrevs av Barnard 1972. Ceradocopsis peke ingår i släktet Ceradocopsis och familjen Melitidae. Inga underarter finns listade i Catalogue of Life.